# António Mendonça
António Manuel Viana Mendonça, o simplemente Mendonça (nacido el 9 de octubre de 1982 en Luanda, Angola), es un exfutbolista angoleño, fue internacional con su país y  desarrolló la mayoría de su carrera fútbolística en clubes portugueses.

## Clubes
- Actualizado el 12 de junio de 2012.

| Club                           | País     | Año         | PJ (Goles) |
| ------------------------------ | -------- | ----------- | ---------- |
| C.D. Primeiro de Agosto        | Angola   | 1999        | ? (?)      |
| Varzim SC                      | Portugal | 2000 - 2007 | 189 (25)   |
| GD Chaves (cedido)             | Portugal | 2003        | 15 (0)     |
| CF Os Belenenses               | Portugal | 2007 - 2008 | 5 (0)      |
| CF Estrela da Amadora (cedido) | Portugal | 2008        | 9 (1)      |
| Varzim SC                      | Portugal | 2008 - 2009 | 17 (6)     |
| Interclube                     | Angola   | 2009 - 2012 | ? (?)      |
| Santos F.C                     | Angola   | 2012        | ? (?)      |

### Selección
| Selección nacional |        |        |
| 1999-2009          | Angola | 40 (3) |

- Datos: Q603173
- Multimedia: António Mendonça / Q603173